# Real Campo de Polo de La Granja de San Ildefonso
El Real Campo de Polo es una infraestructura deportiva situada en el Real Sitio de San Ildefonso (Segovia).

## Historia
Se construyó a instancias del rey Alfonso XIII, siendo inaugurado en junio de 1908. El coste de su construcción fue de 10.000 pesetas y en ella habían trabajado ese invierno unos 200 obreros. En sus inicios para uso era necesario ser miembro del Real Polo Club de La Granja. El reinado de Alfonso XIII fue un período de esplendor para el campo hasta el incendio del palacio en 1918, cuando los reyes dejaron de frecuentar San Ildefonso. Era tradicional que se disputaran distintos torneos, como por ejemplo el premio de la Reina doña Victoria.
En la Segunda República española fue cedido por el Gobierno, junto con otros edificios situados en el municipio, para la realización de las colonias internacionales escolares en los años 1931 y 1932, en el marco de un acuerdo de la Junta de Ampliación de Estudios con el Ayuntamiento de Berlín. En la década de 1980 siguió albergando competiciones hípicas, contando incluso con la participación de la infanta Elena.
Tras una época de relativo abandono fue rehabilitado por el Consejo Superior de Deportes e inaugurado en octubre de 2011. En 2015 se transfirió su titularidad al Ayuntamiento del Real Sitio de San Ildefonso

## Descripción
Cuenta con una superficie aproximada de 73.000 metros cuadrados. También cuenta con una tribuna real de dos alturas, un chalet, un quiosco-restaurante y un depósito de agua subterráneo, así como instalaciones para los caballos.

## Galería

Imágenes del campo de polo en la actualidad. (2020)
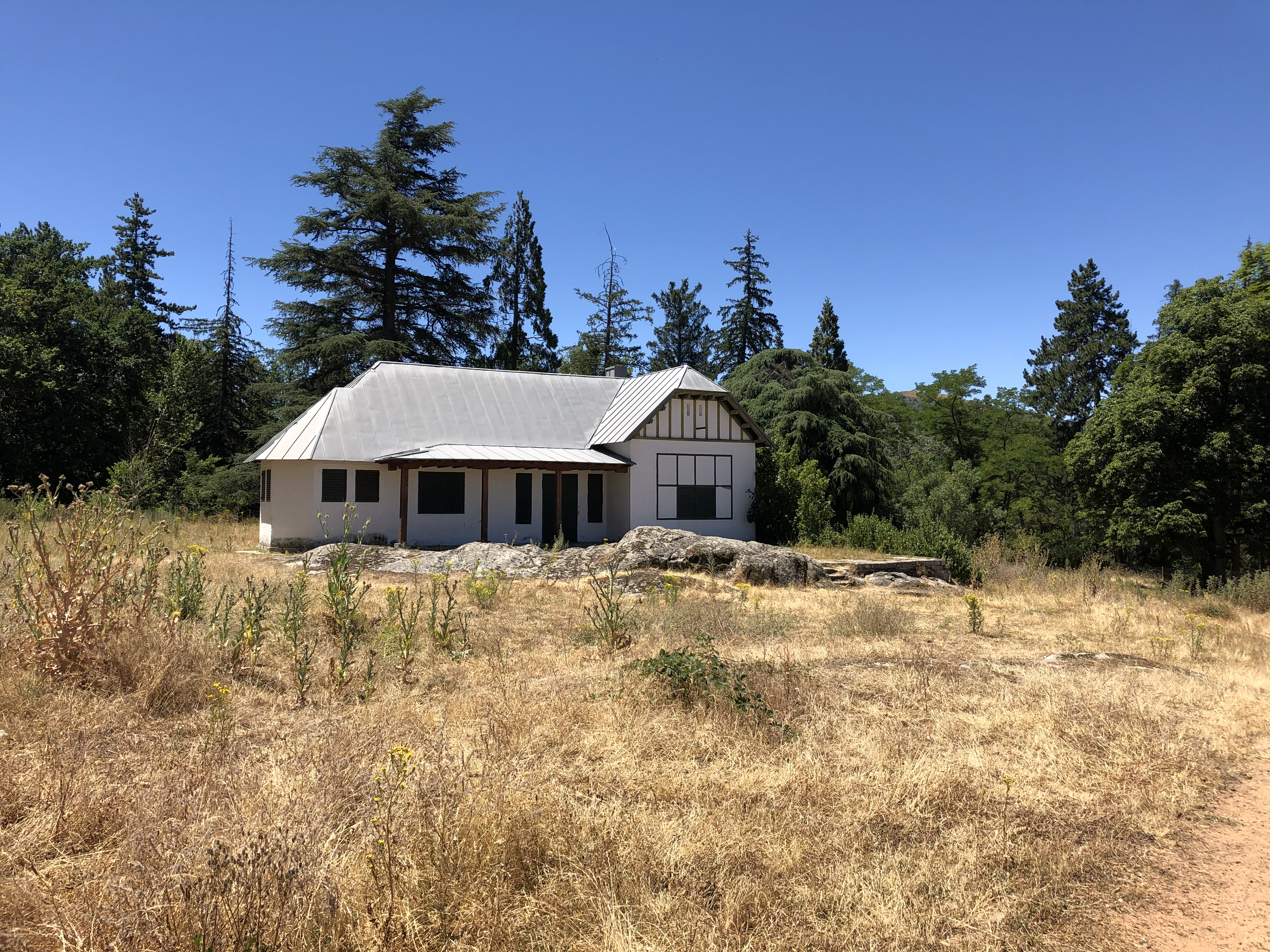
Vista del chalet.
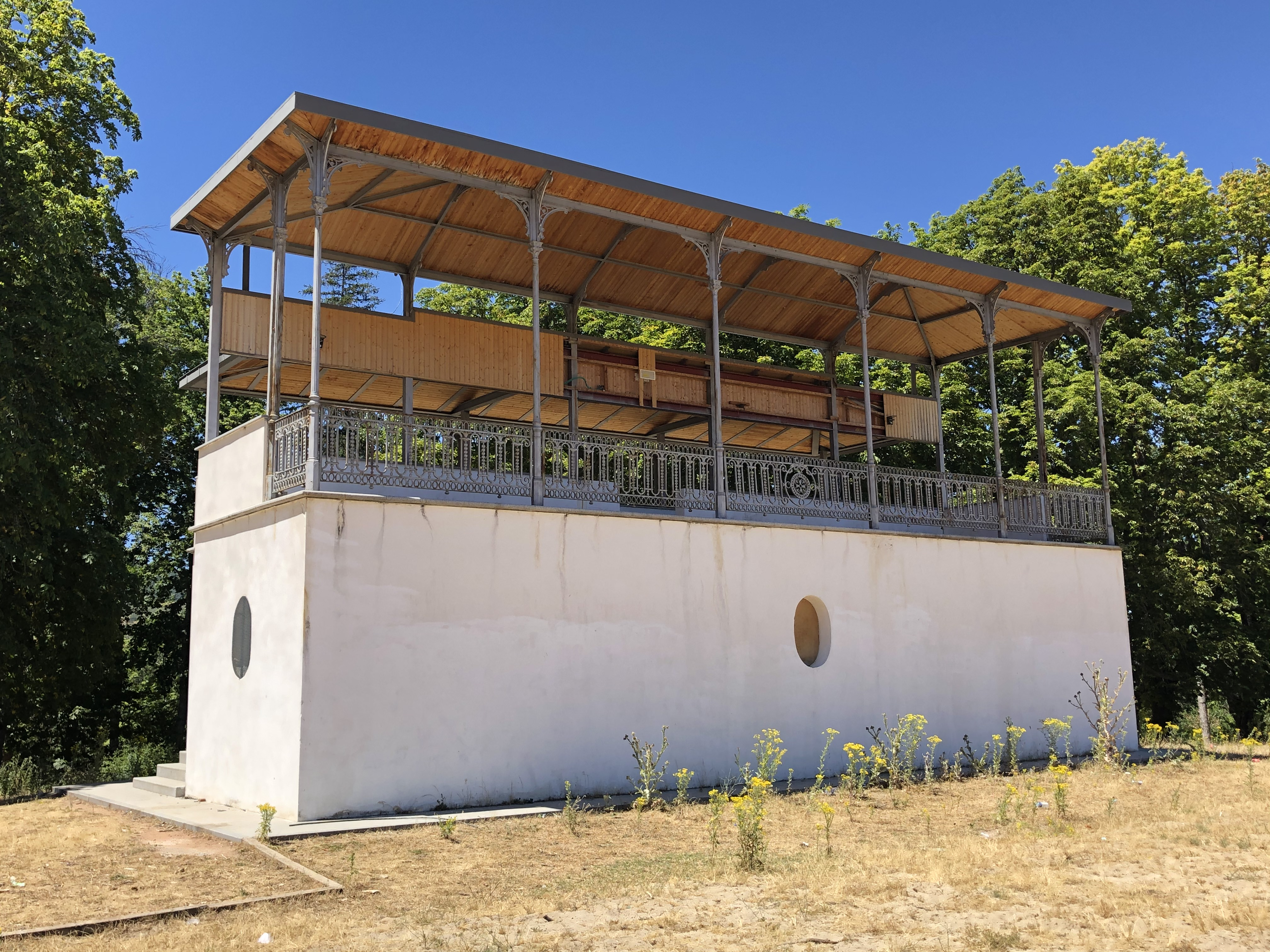
Vista de la tribuna regia reconstruida a pocos metros de la anterior.